# Australobolbus pseudolaevipes
Australobolbus pseudolaevipes är en skalbaggsart som beskrevs av Henry Fuller Howden 1992. Australobolbus pseudolaevipes ingår i släktet Australobolbus och familjen Bolboceratidae. Inga underarter finns listade.